# Cyrtonus contractus
Cyrtonus contractus é uma espécie de artrópode pertencente à família Chrysomelidae.